# Robert Williams Wood
Robert Williams Wood (Concord, 2 maggio 1868 – Amityville, 11 agosto 1955) è stato un fisico e inventore statunitense.

## Biografia
I suoi studi furono volti alla spettroscopia, alla fosforescenza e alla diffrazione sebbene sia maggiormente noti i suoi lavori sulla luce ultravioletta. È l'inventore del vetro di Wood da cui poi prese nome la Lampada di Wood. Fu conosciuto a livello mondiale nel 1904 per il suo lavoro atto a dimostrare l'inesistenza dei raggi N ipotizzati dal francese Prosper-René Blondlot.

## Onorificenze
- Rumford Medal della Royal Society, nel 1938
- Henry Draper Medal della National Academy of Sciences nel 1940